# Арройо-де-ла-Енком'єнда
Арройо-де-ла-Енком'єнда (ісп. Arroyo de la Encomienda) — муніципалітет в Іспанії, у складі автономної спільноти Кастилія-і-Леон, у провінції Вальядолід. Населення — 12 758 осіб (2010).
Муніципалітет розташований на відстані близько 160 км на північний захід від Мадрида, 4 км на південний захід від Вальядоліда.

## Демографія
Динаміка населення (INE ):